# Batalha de Huliaipole
A Batalha de Huliaipole é um conflito militar em andamento entre as Forças Armadas da Rússia e as Forças Armadas da Ucrânia na cidade de Huliaipole, no centro de Oblast de Zaporíjia.